# Persone di nome Gottfried
| Questa pagina contiene informazioni ricavate automaticamente dalle voci biografiche con l'ausilio del template Bio e di un bot. L'aggiornamento è periodico e automatico e ricostruisce completamente la pagina. Se manca una persona in questa lista, sei pregato di non aggiungerla, ma accertati piuttosto che la sua voce biografica contenga il template Bio e che i dati anagrafici siano correttamente compilati. Se il template Bio manca, inseriscilo tu stesso o, in alternativa, metti l'avviso {{tmp\|Bio}} che ne segnala la mancanza. Se i dati riportati sono sbagliati, correggi direttamente la voce biografica; le modifiche saranno visibili in questa lista entro pochi giorni. Per chiarimenti vedi il progetto antroponimi. La lista contiene solo le 57 persone che sono citate nell'enciclopedia e per le quali è stato implementato correttamente il template Bio. Pagina aggiornata al 6 ago 2025. |

Questa è una lista di persone presenti nell'enciclopedia che hanno il nome Gottfried, suddivise per attività principale.

## Alpinisti(1)
- Gottfried Merzbacher, alpinista e geografo tedesco (Erlangen, n. 1843 - Monaco di Baviera, † 1926)

## Arbitri di calcio(1)
- Gottfried Dienst, arbitro di calcio svizzero (Basilea, n. 1919 - Berna, † 1998)

## Archeologi(1)
- Gottfried Gruben, archeologo tedesco (Genova, n. 1929 - Baviera, † 2003)

## Architetti(4)
- Gottfried Böhm, architetto tedesco (Offenbach am Main, n. 1920 - Colonia, † 2021)
- Gottfried Heinrich Krohne, architetto tedesco (Dresda, n. 1703 - Weimar, † 1756)
- Gottfried von Neureuther, architetto tedesco (Mannheim, n. 1811 - Monaco di Baviera, † 1887)
- Gottfried Semper, architetto tedesco (Amburgo, n. 1803 - Roma, † 1879)

## Artisti(1)
- Gottfried Honegger, artista e illustratore svizzero (Zurigo, n. 1917 - Zurigo, † 2016)

## Astronomi(2)
- Gottfried Behm, astronomo e matematico tedesco (Randersacker, n. 1636 - † 1674)
- Gottfried Kirch, astronomo tedesco (Guben, n. 1639 - Berlino, † 1710)

## Attori(2)
- Gottfried John, attore tedesco (Berlino, n. 1942 - Utting am Ammersee, † 2014)
- Gottfried Vollmer, attore tedesco (Gottinga, n. 1953)

## Attori teatrali(1)
- Gottfried Prehauser, attore teatrale e commediografo austriaco (Vienna, n. 1699 - Vienna, † 1769)

## Bobbisti(2)
- Gottfried Diener, bobbista svizzero (Zurigo, n. 1926 - Engelberg, † 2015)
- Gottfried Kottmann, bobbista svizzero (n. 1932 - † 1964)

## Calciatori(3)
- Gottfried Bollinger, calciatore svizzero
- Gottfried Fuchs, calciatore tedesco (Karlsruhe, n. 1889 - Montréal, † 1982)
- Gottfried Wernli, calciatore svizzero (n. 1906)

## Canottieri(1)
- Gottfried Döhn, ex canottiere tedesco (Dresda, n. 1951)

## Ciclisti su strada(2)
- Gottfried Schmutz, ex ciclista su strada svizzero (Hagenbuch, n. 1954)
- Gottfried Weilenmann, ciclista su strada svizzero (Amriswil, n. 1920 - Aldesago, † 2018)

## Compositori(3)
- Gottfried Heinrich Bach, compositore tedesco (Lipsia, n. 1724 - Naumburg, † 1763)
- Gottfried Finger, compositore ceco (Olomouc, n. 1655 - Mannheim, † 1730)
- Gottfried August Homilius, compositore e direttore di coro tedesco (Rosenthal-Bielatal, n. 1714 - Dresda, † 1785)

## Economisti(2)
- Gottfried Feder, economista e politico tedesco (Würzburg, n. 1883 - Murnau, † 1941)
- Gottfried Haberler, economista austriaco (Purkersdorf, n. 1900 - Washington, † 1995)

## Editori(1)
- Gottfried Bermann Fischer, editore e medico tedesco (Gleiwitz, n. 1897 - Camaiore, † 1995)

## Filologi(1)
- Gottfried Bernhardy, filologo classico e critico letterario tedesco (Gorzów Wielkopolski, n. 1800 - Halle, † 1875)

## Filosofi(2)
- Gottfried Wilhelm von Leibniz, filosofo, matematico e scienziato tedesco (Lipsia, n. 1646 - Hannover, † 1716)
- Gottfried Martin, filosofo tedesco (Gera, n. 1901 - Bonn, † 1972)

## Fisici(1)
- Gottfried Münzenberg, fisico tedesco (Nordhausen, n. 1940 - Greifswald, † 2024)

## Generali(2)
- Gottfried Heinrich, conte di Pappenheim, generale tedesco (Pappenheim, n. 1594 - Lützen, † 1632)
- Gottfried Weber, generale tedesco (Breslavia, n. 1899 - Villach, † 1958)

## Giuristi(2)
- Gottfried Achenwall, giurista, storico e filosofo tedesco (Elbląg, n. 1719 - Gottinga, † 1772)
- Gottfried Sellius, giurista, naturalista e traduttore tedesco (Danzica - Charenton-Saint-Maurice, † 1767)

## Inventori(1)
- Gottfried Matthaes, inventore e saggista tedesco (Rosenthal-Bielatal, n. 1920 - Milano, † 2010)

## Linguisti(1)
- Gottfried Hensel, linguista tedesco (n. 1687 - † 1765)

## Militari(1)
- Gottfried von Hohenlohe-Schillingsfürst, militare, diplomatico e politico austriaco (Vienna, n. 1867 - Vienna, † 1932)

## Musicisti(2)
- Gottfried von Einem, musicista e compositore austriaco (Berna, n. 1918 - Oberdürnbach, † 1996)
- Gottfried Veit, musicista e compositore italiano (Bolzano, n. 1943)

## Naturalisti(1)
- Gottfried Reinhold Treviranus, naturalista tedesco (Brema, n. 1776 - Brema, † 1837)

## Nobili(1)
- Gottfried van Swieten, nobile, librettista e mecenate olandese (Leida, n. 1733 - Vienna, † 1803)

## Pittori(4)
- Gottfried Helnwein, pittore, fotografo e scenografo austriaco (Vienna, n. 1948)
- Gottfried Hofer, pittore austriaco (Bolzano, n. 1858 - Berlino, † 1932)
- Gottfried Mind, pittore svizzero (Berna, n. 1768 - † 1814)
- Gottfried Wals, pittore tedesco (Colonia, n. 1595 - Calabria, † 1638)

## Poeti(2)
- Gottfried Benn, poeta, scrittore e medico tedesco (Mansfeld, n. 1886 - Berlino, † 1956)
- Gottfried von Neifen, poeta tedesco (nei pressi di Urach)

## Politici(1)
- Gottfried von Bismarck-Schönhausen, politico tedesco (Berlino, n. 1901 - Verden, † 1949)

## Registi(1)
- Gottfried Reinhardt, regista, produttore cinematografico e sceneggiatore austriaco (Berlino, n. 1911 - Los Angeles, † 1994)

## Scrittori(2)
- Gottfried August Bürger, scrittore tedesco (Molmerswende, n. 1747 - Gottinga, † 1794)
- Gottfried Keller, scrittore e poeta svizzero (Zurigo, n. 1819 - Zurigo, † 1890)

## Tennisti(1)
- Gottfried von Cramm, tennista tedesco (Söhlde, n. 1909 - Il Cairo, † 1976)

## Teologi(1)
- Gottfried Arnold, teologo e storico tedesco (Annaberg, n. 1666 - Perleberg, † 1714)

## Trombettisti(1)
- Gottfried Reiche, trombettista e compositore tedesco (Weißenfels, n. 1667 - † 1734)

## Senza attività specificata(2)
- Gottfried von Rodenberg
- Gottfried von Rogge